# شهرستان اوچ‌کوپرک
ناحیهٔ اوچ‌کوپرک (به ازبکی: Uchkoʻprik District) یک ناحیه در ازبکستان است که در ولایت فرغانه واقع شده‌است. ناحیه اوچ‌کوپرک ۲۸۰ کیلومتر مربع مساحت و ۱۶۴٬۴۰۰ نفر جمعیت دارد.